# Hinterbänkler

Der Plenarsaal des Britischen Unterhauses (ca. 1885) mit den Bänken der Regierungsfraktion (links) und der Opposition (rechts)

Als Hinterbänkler (englisch backbencher) werden Abgeordnete bezeichnet, die innerhalb des Parlaments weniger herausgehobene oder keine Funktionen besitzen. Solche Abgeordneten sitzen auf den hinteren Bänken (englisch benches), also in den hinteren Sitzreihen.
Der Begriff stammt aus dem Britischen Unterhaus und bezeichnet dort seit 1855 alle Abgeordneten, die keine besonderen Ämter in Parlament oder Regierung innehaben. Auf den jeweils vorderen Bänken sitzen sich die Regierungsmitglieder und das Schattenkabinett der Opposition gegenüber, die Vorderbänkler (englisch frontbencher); jeweils dahinter, sitzen die übrigen, weniger einflussreichen Parlamentarier. Zusammen bilden sie das Backbench Business Committee; bei den Tories das 1922 Committee.
Im übertragenen Sinne hat der deutsche Begriff (anders als im Englischen) eine negative Konnotation.

## Situation in Deutschland
Der abfällige Beiklang des Begriffs „Hinterbänkler“ für Abgeordnete ohne Funktion (Fraktionsvorsitzender, stellvertretender Fraktionsvorsitzender, parlamentarischer Fraktionsgeschäftsführer, Ausschussvorsitzender, Fachsprecher, Parlamentspräsident, stellvertretender Parlamentspräsident, Schriftführer im Präsidium eines Parlaments, parlamentarischer Staatssekretär) übersieht häufig, dass die Hauptarbeit eines Parlamentariers nicht bei Plenardebatten geleistet wird, sondern bei der Sacharbeit in den Gremien, die teilweise nicht öffentlich tagen und deswegen im Regelfall keine öffentliche Aufmerksamkeit erzielen.
Im Wörterbuch zur Politik, das unter der Leitung des Politikwissenschaftler Manfred G. Schmidt herausgegeben wurde, findet sich in der Ausgabe von 1995 folgende deskriptive Definition: „Hinterbänkler (von engl. backbench = hintere Sitzreihe im Unterhaus, backbencher = H.), ein weniger bedeutendes Mitglied des Unterhauses, meist spöttisch oder abwertend gebrauchte Bezeichnung für einen weniger wichtigen Abgeordneten eines Parlaments.“ Der Politikwissenschaftler Heinrich Oberreuter definierte in einem Handbuchartikel noch im Jahr 1970 hingegen den Typus des „Hinterbänklers“ mit folgender Wertung:

„[…] Es empfiehlt sich also, nur solche Abgeordnete als Hinterbänkler zu bezeichnen, die in der Regel keinen positiven Beitrag zur Willensbildung der Fraktion oder des Parlaments leisten, keine oder allenfalls bescheidene Aufgaben in der Parlamentsarbeit übernehmen und höchstens zu untergeordneten und meist lokalen Fragen Stellung nehmen. […] Die Position des Hinterbänklers ist nicht systembedingt, sie wird freiwillig bezogen. Sie resultiert aus einer eingeengten Auffassung von den Aufgaben und Pflichten eines Mandats.“

Oberreuter verkannte dabei, dass es grundsätzlich weniger zu besetzende Funktionen in einem Parlament gibt als Abgeordnete und zugleich die Ansprüche an Funktionen gebunden sind an die jeweilige Stärke einer Fraktion; eine große Fraktion hat logischerweise mehr „Hinterbänkler“ als eine kleine Fraktion, wenn zugleich die parlamentarischen Gepflogenheiten besagen, dass beispielsweise jede im Parlament vertretene Fraktion jeweils einen Vizepräsidenten stellt. Insofern ist die Position eines „Hinterbänklers“ selten freiwillig gewählt, sondern ergibt sich aus dem Wahlergebnis und der Geschäftsordnung eines Parlaments. „Hinterbänkler“ sind häufig Fachleute für bestimmte Themen, die sich auf die Arbeit in den Arbeitskreisen ihrer Fraktion und zusätzlich den Fachausschüssen ihrer jeweiligen Partei sowie in den Parlamentsausschüssen konzentrieren und deswegen zu Unrecht als „unwichtig“ angesehen werden.

### Deutscher Bundestag
Im Deutschen Bundestag wird die Hierarchie im Plenarsaal dadurch verdeutlicht, dass nur die Abgeordneten in den vorderen Sitzreihen eigene Tische, unter anderem mit Telefonen, an ihren Plätzen haben. Die Fraktionsvorsitzenden sitzen stets dort. Die „Hinterbänkler“ verfügen jedoch über dieselben Pflichten und Rechte wie alle anderen Abgeordneten.
Seit 1986 gibt es im Deutschen Bundestag, im Gegensatz zu anderen Parlamenten, keine festen Plätze mehr im Plenarsaal. Vor dem Umzug ins Bonner Wasserwerk in diesem Jahr hatten jedoch auch die hinteren Plätze Tische. Ein Abgeordneter kann also seinen Sitzplatz innerhalb des Sitzplatzsegments seiner Fraktion frei wählen: Bei Debatten über komplexe Themen, an denen nur die Spezialisten der jeweiligen Fraktionen teilnehmen, sitzen diese dann auch in den vorderen Reihen. Insofern ist der Begriff des „Hinterbänklers“ im Zusammenhang mit dem Deutschen Bundestag nur im übertragenen Sinne zu verwenden.
Zeitweilig zählten in den 1980er Jahren mehr als 100 Abgeordnete des rechten Flügels der SPD-Fraktion (die im Parteijargon als „Kanalarbeiter“ bezeichnet wurden) zu den „Hinterbänklern“.
Unter dem Titel „Hinterbänkler sind die Topverdiener im Bundestag“ wurde im Sommer 2015 berichtet, dass fast alle derzeitigen Spitzenreiter bei den deklarierungspflichtigen Nebeneinkünften der Riege der „Hinterbänkler“ zuzurechnen seien.

### Hamburgische Bürgerschaft
In der 18. Wahlperiode der Hamburgischen Bürgerschaft erreichte die CDU-Fraktion bei der Wahl 2004 mit 63 Mandaten ihre bislang größte Stärke. Dabei zogen 32 Abgeordnete erstmals ins Landesparlament ein. Da die Anzahl an möglichen Funktionen innerhalb des Parlaments nicht proportional mit der Stärke einer Fraktion wächst (siehe oben), bestand die CDU-Fraktion in dieser Wahlperiode mehrheitlich aus „Hinterbänklern“. Zwei Abgeordnete, Dietrich Hoth und Herbert Winter, konnten aufgrund dieser Situation während der gesamten Wahlperiode nicht eine einzige Rede im Plenum halten. In der Hamburgischen Bürgerschaft existieren feste Sitzplätze für alle Abgeordneten. Allerdings regeln die jeweiligen Fraktionen ihre Sitzordnungen eigenverantwortlich; wollen sich zwei Abgeordnete einvernehmlich umsetzen, kann so ein „Hinterbänkler“ einen vorderen Sitzplatz erhalten und umgekehrt.

## Situation in der Schweiz
Im Gegensatz dazu sitzen im Schweizer Nationalrat gerade die bedeutenden Politiker in den hinteren Reihen, damit sie das Geschehen im Saal besser überblicken und einen möglichst kurzen Weg von der Wandelhalle zu ihrem Sitzplatz haben.